# اپل کریک (ویسکانسین)
اپل کریک (به انگلیسی: Apple Creek) یک منطقهٔ مسکونی در ایالات متحده آمریکا است که در گرند شوت واقع شده است. اپل کریک ۲۴۵ متر بالاتر از سطح دریا واقع شده است.